# Petje (priimek)
Petje je priimek več znanih Slovencev:
- Anica in Zvone Petje, Časarjev mlin (Murkova listina 2018)
- Anton Petje (1932—2023), igralec
- Anton Petje, glasbenik, organist?
- Bogdana Petje Bratuž (Bogdana Bratuž) (1934—2021), igralka
- Rok Petje, romski aktivist, direktor Urada za narodnosti vlade RS 2023-
- Samo Petje (*1992), tajski boksar